# Montículo de Jarn

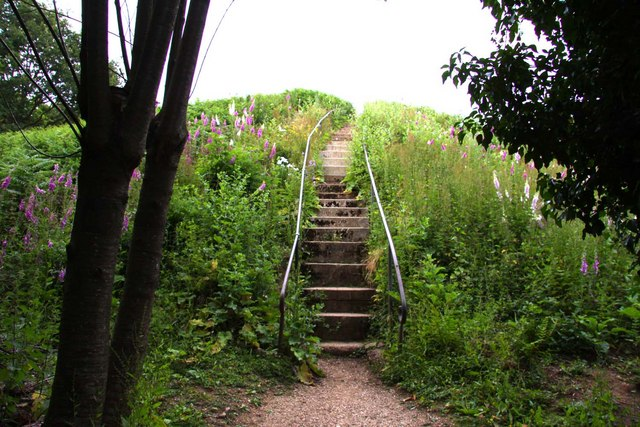
Los pasos a la cumbre del montículo.

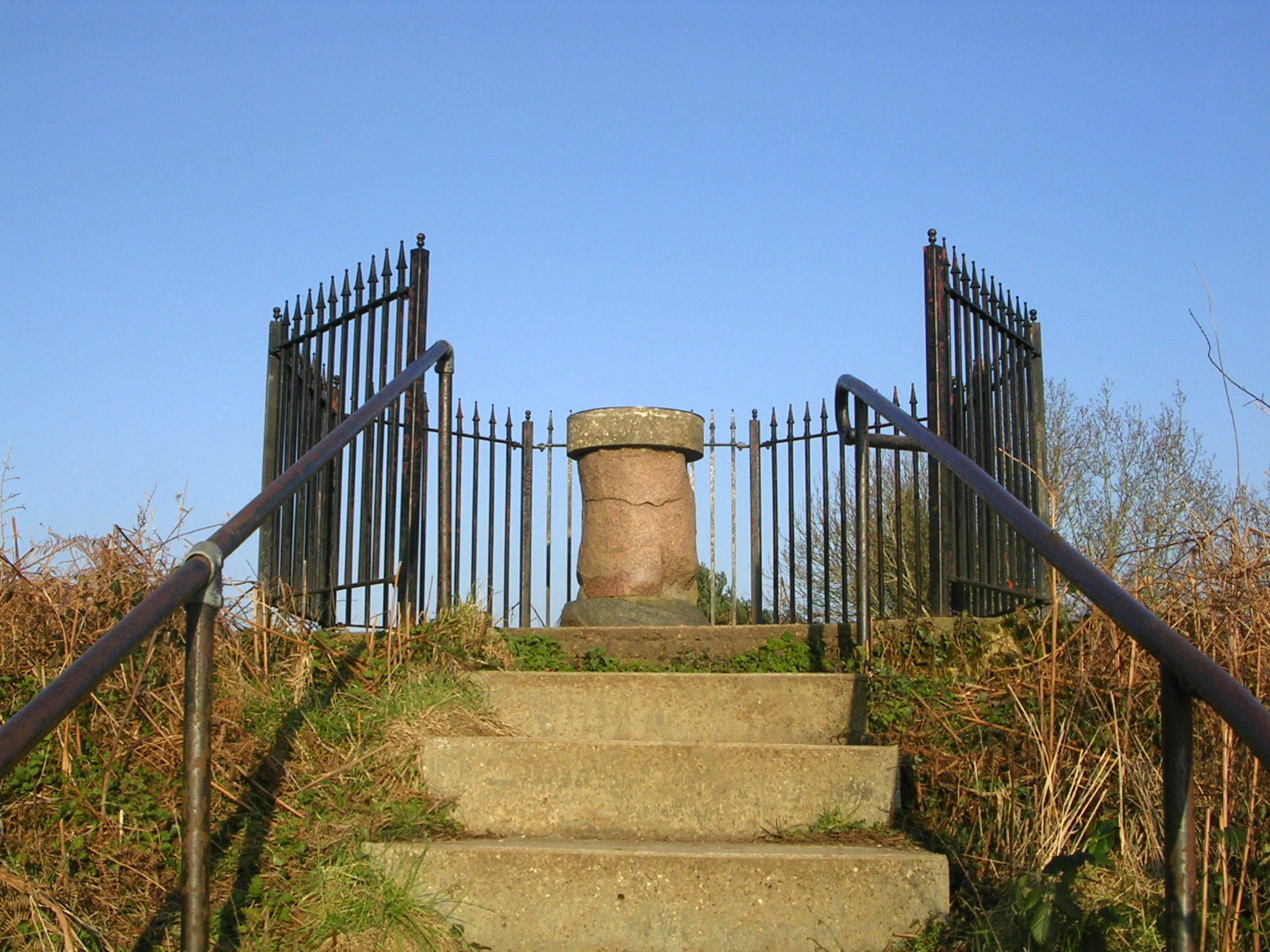
La cumbre tenía un topógrafo en su pedestal, pero ha sido vandalizado.

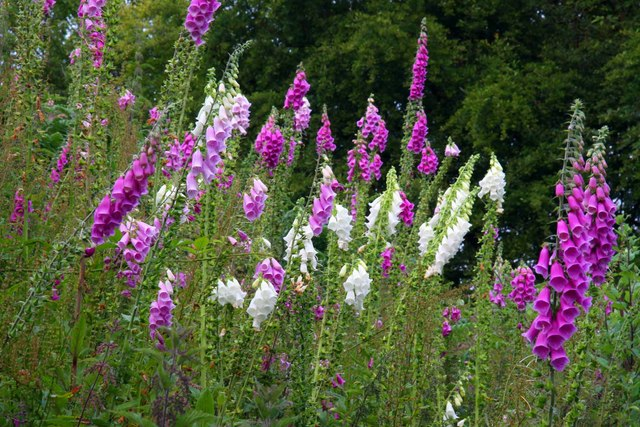
Dedaleras en el jardín silvestre alrededor del montículo.

El montículo de Jarn (en inglés: Jarn Mound) es un montículo en Boars Hill que se completó en 1931. Fue encargado por Sir Arthur Evans para proporcionar y preservar la vista de las «agujas de ensueño» de Oxford y los alrededores que el poeta Matthew Arnold había inmortalizado en su poema Tirsis en 1865.
Jarn es un nombre tradicional para el lado occidental de Boars Hill en el cercano pueblo de Wootton.

## Vista
El montículo fue diseñado por Sir Arthur Evans para ofrecer una vista de Oxford como la describe Matthew Arnold en su poema Tirsis, «esa dulce ciudad con sus agujas de ensueño».  Un foco del poema es un olmo solitario en la cima de la colina, «el olmo señal, que mira hacia Ilsley Downs... ese único olmo brillante contra el Oeste... desnudo en su cresta solitaria, ¡el Árbol! ¡el Árbol!». Las vistas que se podían obtener desde ese árbol en la década de 1850 fueron reproducidas por las vistas desde la cima de Jarn Mound cuando se construyó. Estos incluían Ilsley Down, el Vale of White Horse, el Valle Superior del Támesis y sus presas en el oeste. Las vistas de paisajes tan pintorescos fueron popularizadas por el movimiento romántico que proporcionó el trasfondo cultural para tales proyectos.

## Construcción
El montículo cónico tiene unos 50 pies de alto y 530 pies de circunferencia en la base.  Fue construido en 34 meses por un equipo de 20 trabajadores utilizando pequeños vagones de ferrocarril y una grúa torre. Se construyó un jardín silvestre alrededor del montículo utilizando una variedad de suelos y plantas y equipado con bancos de piedra. También se compraron un campo y un páramo adyacentes para formar parte del proyecto Jarn, que ahora es mantenido por Oxford Preservation Trust. Evans financió todo esto con su riqueza personal y luego escribió un folleto de 45 páginas sobre la obra – Jarn Mound With Its Panorama and Wild Garden of British Plants – que fue publicado por Joseph Vincent en 1933.

## Mantenimiento
La cima de Boars Hill era bastante abierta y el montículo estaba destinado a evitar el desarrollo de viviendas, lo que habría afectado la vista. Pero la vista ahora está en gran medida obstruida por muchos árboles que han madurado desde la construcción. El jardín alrededor del montículo también fue descuidado y cubierto de zarzas y husos. En 2016, un grupo de voluntarios, Abingdon Green Gym, comenzó a ayudar a mantener el sitio limpiando esa maleza y talando árboles.